# あゝ、荒野
『あゝ、荒野』（ああ こうや）は、1966年に刊行された寺山修司の長編小説。寺山の唯一の長編小説である。
寺山はあとがきで　「この小説をモダン・ジャズの手法によって書いてみようと思っていた」とし、「大雑把なストーリーをコードネームとしてきめておいて、あとは全くの即興描写で埋めていくというやり方」で書いたと記している。
2011年に戯曲化され、2017年に映画版が公開された。

## あらすじ
吃音症で対人赤面症に悩む建二。母親の死後、暴力をふるう父親と共に生活していたが耐えられず、家から出るため床屋に住み込みで働いている。一方の新次は幼いころに父親は自殺、母親にも捨てられ野性的な性格に育った。似たところがあるような、ないようなこのふたりがひょんなことから出会い、元ボクサーである堀口にしごかれプロボクサーを目指す。人が心にもっている愛や孤独、自分と向き合う青春物語。

## 登場人物
- 二木建二：リングネーム “バリカン建二”どもりで赤面対人症の身体の大きな男。暴力をふるう父親と二人暮らしだが、逃れのため技術を磨き宿付き床屋で下宿しながら生活している。ひょんなことから、堀口、新次に出会い、ボクサーを目指すことに。
- 二木建夫：建二の父親。建二がでていき、一人孤独を感じているが、アメリカの養老院で「誰も私に話しかけてくれない」と自殺した人のニュースを耳にし、養老院に入る気になれないでいる話好きな老人。病気がみつかり自分の運命と向き合う。
- 新宿新次：野性的な性格の20歳の青年。建二と共にプロボクサーを目指す。
- 曽根芳子：性にしか興味のない女店員であり新次の彼女。新宿の裏のマンションに好んで住んでいる変わり者。渥美清のファンであり、「丈夫で長生き」することを信念としている。
- 川崎敬三：大学の「自殺研究会」のメンバー。自殺するための「自殺機」を制作し、秋の文化祭で発表したいが自殺志願者がつのれず、、、、
- 宮木太一：裏町の実業家〈バックストリートビジネスマン〉と呼ばれている。努力で手に入れた成金タイプ。だが性的不能者でイライラから嫁に暴力をふるう。

## 書誌
現代評論社版（初刊）
1966年11月10日刊行
写真：森山大道
イラスト：山藤章二
付録：「新宿荒野図」
河出書房新社《河出文庫》版
1993年4月4日刊行
ISBN 978-4-309-40366-3
パルコ出版版
2005年12月刊行
ISBN 978-4-89194-725-5
KADOKAWA文庫版
2009年2月25日刊行
ISBN 978-4-04-131533-0

## 舞台
2011年に、蜷川幸雄の演出により、埼玉県・東京都にて上演された。
以下、内容はシアターガイドを出典とする。

### 公演日
埼玉公演
2011年10月29日 - 11月6日
会場：彩の国さいたま芸術劇場
東京公演
2011年11月13日 - 12月2日
会場：青山劇場

### キャスト
- 新宿新次：松本潤
- バリカン：小出恵介
- 芳子：黒木華
- 片目：勝村政信

### スタッフ
- 演出：蜷川幸雄
- 脚本：夕暮マリー
- 音楽：朝比奈尚行

## 映画
岸善幸の監督により、前後編の2部作として2017年10月（前編が10月7日、後編が10月21日）に公開された。
舞台を近未来の2021年に設定し、原作を大きく改変してある。新次の詳しい生い立ちはオリジナル要素で母親やライバル裕二らはオリジナルキャラクターであり、健二もヤン・イクチュンに合わせて韓国人とのハーフに変更している。

## 漫画
本作を原作とした漫画が『コミプレ-Comiplex-』（ヒーローズ）にて、2024年10月18日より連載されている。作画はバロン吉元が担当し、毎月第3金曜日に更新される。小説をアレンジした内容が描かれている。
- 寺山修司（原作）・バロン吉元（戯画）『あゝ、荒野』 ヒーローズ〈ヒーローズコミックス〉、既刊1巻（2025年5月9日現在）
  1. 2025年5月9日発売[4]、ISBN 978-4-86823-013-7